# Klubowy Puchar Europy kobiet w szachach (2015)
2015 – dwudziesty sezon Klubowego Pucharu Europy kobiet w szachach. Rozgrywki odbyły się w Skopje w dniach 18–24 października 2015 roku. Tytuł obroniła gruzińska Nona Batumi.

## Format rozgrywek
Turniej odbywał się systemem szwajcarskim na dystansie siedmiu rund. W przypadku identycznej liczby punktów decydował system Sonneborna-Bergera, a przy dalszej równości – łączna liczba punktów uzyskanych przez zawodniczki.

## Uczestnicy
W nawiasie podano średni ranking Elo. Źródło: OlimpBase
- Midland Monarchs (2116)
- Bossa Nova Mińsk (2174)
- Hapoel Riszon le-Cijjon (2038)
- Herzliya Chess Club (1970)
- Nona Batumi (2510)
- Gambit-Aseko Skopje (2461)
- De Stukkenjagers (2286)
- Oslo SS (2024)
- Jugra Chanty-Mansyjsk (2432)
- SPBSzF Petersburg (2352)
- SzSM Legacy Square Moskwa (2498)
- CS R. Fischer Chieti (2239)

## Rozgrywki

### Runda 1
Źródło: OlimpBase
18 października 2015
| Nona Batumi – CS R. Fischer Chieti 3½:½              |
| Bossa Nova Mińsk – SzSM Legacy Square Moskwa ½:3½    |
| Gambit-Aseko Skopje – Midland Monarchs 4:0           |
| Hapoel Riszon le-Cijjon – Jugra Chanty-Mansyjsk ½:3½ |
| SPBSzF Petersburg – Oslo SS 4:0                      |
| Herzliya Chess Club – De Stukkenjagers 1:3           |

### Runda 2
Źródło: OlimpBase
19 października 2015
| SzSM Legacy Square Moskwa – Nona Batumi 1½:2½  |
| SPBSzF Petersburg – Gambit-Aseko Skopje ½:½    |
| Jugra Chanty-Mansyjsk – De Stukkenjagers 3:1   |
| CS R. Fischer Chieti – Herzliya Chess Club 3:1 |
| Hapoel Riszon le-Cijjon – Bossa Nova Mińsk 1:3 |
| Midland Monarchs – Oslo SS 1½:2½               |

### Runda 3
Źródło: OlimpBase
20 października 2015
| Gambit-Aseko Skopje – Nona Batumi 1:3                 |
| SzSM Legacy Square Moskwa – Jugra Chanty-Mansyjsk 2:2 |
| CS R. Fischer Chieti – SPBSzF Petersburg 1½:2½        |
| De Stukkenjagers – Bossa Nova Mińsk 3½:½              |
| Oslo SS – Hapoel Riszon le-Cijjon ½:3½                |
| Herzliya Chess Club – Midland Monarchs 1½:2½          |

### Runda 4
Źródło: OlimpBase
21 października 2015
| Nona Batumi – Jugra Chanty-Mansyjsk 3½:½            |
| De Stukkenjagers – Gambit-Aseko Skopje ½:3½         |
| SPBSzF Petersburg – SzSM Legacy Square Moskwa 1½:2½ |
| Hapoel Riszon le-Cijjon – CS R. Fischer Chieti 1:3  |
| Bossa Nova Mińsk – Midland Monarchs 2½:1½           |
| Oslo SS – Herzliya Chess Club 2:2                   |

### Runda 5
Źródło: OlimpBase
22 października 2015
| Nona Batumi – De Stukkenjagers 3½:½                 |
| Gambit-Aseko Skopje – SzSM Legacy Square Moskwa 3:1 |
| Jugra Chanty-Mansyjsk – SPBSzF Petersburg 3½:½      |
| Bossa Nova Mińsk – Oslo SS 4:0                      |
| Midland Monarchs – CS R. Fischer Chieti 2:2         |
| Herzliya Chess Club – Hapoel Riszon le-Cijjon 1½:2½ |

### Runda 6
Źródło: OlimpBase
23 października 2015
| SPBSzF Petersburg – Nona Batumi 1:3               |
| Hapoel Riszon le-Cijjon – Gambit-Aseko Skopje 0:4 |
| Jugra Chanty-Mansyjsk – Midland Monarchs 3½:½     |
| Herzliya Chess Club – Bossa Nova Mińsk 1½:2½      |
| SzSM Legacy Square Moskwa – De Stukkenjagers 3½:½ |
| CS R. Fischer Chieti – Oslo SS 2½:1½              |

### Runda 7
Źródło: OlimpBase
24 października 2015
| Nona Batumi – Bossa Nova Mińsk 3:1                   |
| Gambit-Aseko Skopje – Jugra Chanty-Mansyjsk 2:2      |
| CS R. Fischer Chieti – SzSM Legacy Square Moskwa 0:4 |
| De Stukkenjagers – Oslo SS 2:2                       |
| Midland Monarchs – Hapoel Riszon le-Cijjon 2:2       |
| SPBSzF Petersburg – Herzliya Chess Club 4:0          |

## Klasyfikacja
Źródło: OlimpBase
| Msc | Zespół                    | M | W | R | P | Pkt |
| --- | ------------------------- | - | - | - | - | --- |
| 1   | Nona Batumi               | 7 | 7 | 0 | 0 | 14  |
| 2   | Gambit-Aseko Skopje       | 7 | 5 | 1 | 1 | 11  |
| 3   | Jugra Chanty-Mansyjsk     | 7 | 4 | 2 | 1 | 10  |
| 4   | SzSM Legacy Square Moskwa | 7 | 4 | 1 | 2 | 9   |
| 5   | Bossa Nova Mińsk          | 7 | 4 | 0 | 3 | 8   |
| 6   | CS R. Fischer Chieti      | 7 | 3 | 1 | 3 | 7   |
| 7   | SPBSzF Petersburg         | 7 | 3 | 0 | 4 | 6   |
| 8   | De Stukkenjagers          | 7 | 2 | 1 | 4 | 5   |
| 9   | Hapoel Riszon le-Cijjon   | 7 | 2 | 1 | 4 | 5   |
| 10  | Midland Monarchs          | 7 | 1 | 2 | 4 | 4   |
| 11  | Oslo SS                   | 7 | 1 | 2 | 4 | 4   |
| 12  | Herzliya Chess Club       | 7 | 0 | 1 | 6 | 1   |